# ナイト財団
ナイト財団（ナイトざいだん、英: Knight Foundation）またはジョン・S・アンド・ジェームズ・L・ナイト財団（英: John S. and James L. Knight Foundation）は、アメリカ合衆国の非営利財団であり、報道、共同体、芸術に対する助成金を提供している。
この組織は1940年にKnight Memorial Education Fundとして設立された。最初の10年間、その大部分の寄付は『アクロン・ビーコン・ジャーナル』および『マイアミ・ヘラルド』からのものであった。1950年にオハイオ州でナイト財団（Knight Foundation）として法人化され、1993年にはフロリダ州でジョン・S・アンド・ジェームズ・L・ナイト財団（John S. and James L. Knight Foundation）として再法人化された。ジャーナリズム分野における最初の助成は、マイアミに本拠を置く報道擁護団体であるInter American Press Associationに対して行われた。
1988年にクリード・ブラックが財団の会長職を引き継いだ後、財団の全国的な影響力が拡大した。1990年、理事会は本部をオハイオ州アクロンからフロリダ州マイアミへ移転することを決議し、それ以降本部はマイアミに所在している。

## 歴史

### 20世紀
1907年から1933年にかけて、『アクロン・ビーコン・ジャーナル』の発行者であるC. L. ナイトは、経済的困窮を抱える大学生に対して学費支援を提供していた。父の死後、ジョン・S・ナイトとジェームズ・L・ナイトは、アクロンの困窮学生が大学の学費を支払うのを支援するという使命を継続するため、1940年にKnight Memorial Education Fundを設立した。『アクロン・ビーコン・ジャーナル』も教育基金に資金を提供した。
1950年12月、Knight Memorial Education Fundから9,047ドルを移転してナイト財団（Knight Foundation）が創設された。ナイト財団は、教育基金の事業を遂行することを目的としてオハイオ州で法人化された。設立当初、財団は教育、社会福祉、文化団体、および一部のジャーナリズム関連事業に対して助成金を提供していた。
創設初期の10年間、財団の財源は『アクロン・ビーコン・ジャーナル』および『マイアミ・ヘラルド』からの寄付金、並びにジョン・S・ナイトとジェームズ・L・ナイトからの個人的な助成金によって成り立っていた。1960年代初頭には他のナイト系新聞社からも寄付が行われ、それに伴い、これらの都市への限定的な助成が実施された。複数の家族的関係が存在したものの、財団はナイト所有の新聞社から法的に独立していた。
新聞社からの財団への寄付はその5年後に終了した。その頃、ナイト兄弟の母クララが1965年11月12日に死去し、彼女の所有していたナイト社株18万株が財団に遺贈された。これらの株式の評価額は520万ドルであった。
1990年、財団の本部はオハイオ州アクロンからマイアミに移転された。当時、財団のポートフォリオ評価額は5億2200万ドルであり、職員数は14人に増加していた。
1991年2月5日、ジェームズ・ナイトが死去し、彼の遺産の大部分である2億ドルが財団に遺贈された。ヒルズが理事長職を引き継いだ。
1990年代初頭、財団が「save our symphony」といった緊急資金要請に圧倒される中、芸術プログラムのディレクターであったペネロペ・マクフィーは『Magic of Music initiative』を設計した。

### 21世紀
2005年、インターネットが従来のメディア産業に及ぼす破壊的影響に対応するため、ナイト財団は助成の方法において一連の構造的変更を開始した。最高経営責任者（CEO）に就任したばかりのアルベルト・イバルゲンは、その初期の行動の一つとして、大学のジャーナリズムプログラムへの基金創設を中止した。これは、伝統的なジャーナリズム教育がデジタル時代の独自の課題に対応するためには変革が必要であるとの前提に基づいていた。ナイト財団はまた、助成希望者がアイデアを150語以内で表現するコンテストなど、従来とは異なるアプローチで新たな助成先と関わる試みを始めた。
これらのコンテストの最初のものは「Knight News Challenge」であり、「デジタル技術を用いてコミュニティに情報を提供する」アイデアを募集するものであった。ナイト財団がデジタル革新への支援に方針転換したことに加え、財団はFirst Amendmentへの支援も強化し、高校生の意識を測定する定期的な調査に資金を提供し、コロンビア大学に「デジタル時代における表現の自由と報道の自由の保護と拡大を研究と教育、ならびに訴訟支援を通じて実現する」ことを目的としたKnight First Amendment Instituteを設立支援した。イバルゲンの下で、ナイト財団はまた、複数のナイトコミュニティにおける「Knight Arts Challenges」を通じて芸術への支援も拡大した。

## プログラム

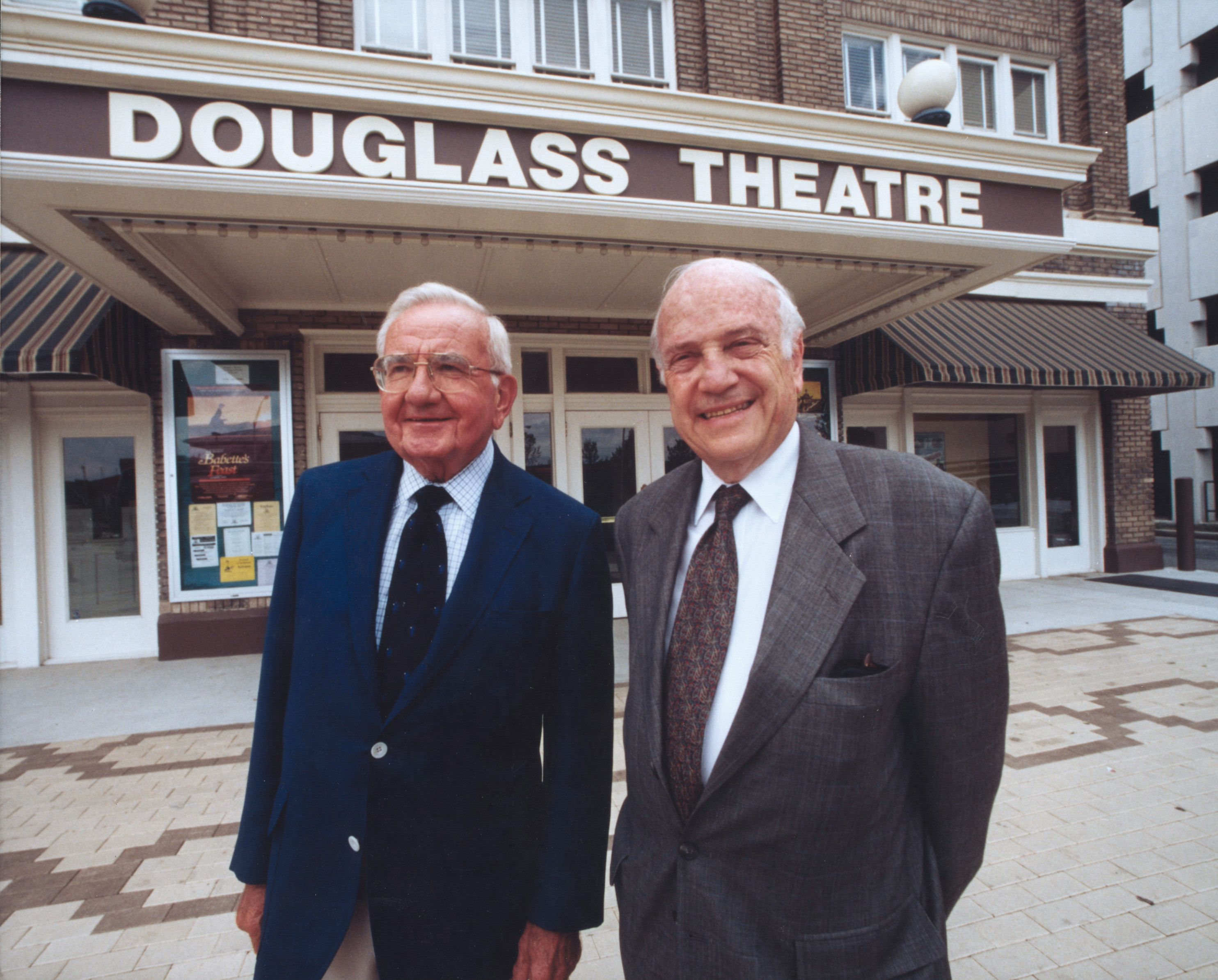
クリード・ブラックとW・ジェラルド・オーステンがジョージア州メイコンのDouglass Theatreで行われたナイト財団の理事会に出席している様子

財団の公式ウェブサイトでは、ジャーナリズム、地域社会、芸術における助成プログラムが説明されている。1991年、最後の創設者であるジェームズ・L・ナイトの死去時にナイト・リッダーを有していた地域社会は、「Knight Communities」26地域の一部と見なされており、財団の地域および芸術プログラムを通じた資金提供の対象となっている。

## 地域
ナイト財団はアメリカ合衆国の26地域で活動している。うち8つの地域では、現地のプログラム・ディレクターが活動を主導している。
- オハイオ州アクロン
- ノースカロライナ州シャーロット
- ミシガン州デトロイト
- ジョージア州メイコン
- フロリダ州マイアミ
- ペンシルベニア州フィラデルフィア
- ミネソタ州セントポール
- カリフォルニア州サンノゼ

残りの18地域では、ナイト財団が地元の地域財団を通じて指導する「Knight Donor Advised Funds」が設けられている。これらの地域においては、地域財団が資金提供の最初の窓口となる。
- サウスダコタ州アバディーン
- ミシシッピ州ビロクシ
- コロラド州ボルダー
- フロリダ州ブレイデントン
- サウスカロライナ州コロンビア
- ジョージア州コロンバス
- ミネソタ州ダルース
- インディアナ州フォートウェイン
- インディアナ州ゲーリー
- ノースダコタ州グランドフォークス
- ケンタッキー州レキシントン
- カリフォルニア州ロングビーチ
- ジョージア州ミレッジビル
- サウスカロライナ州マートルビーチ
- フロリダ州パームビーチ郡
- ペンシルベニア州ステートカレッジ
- フロリダ州タラハシー
- カンザス州ウィチタ

## 教育および研修
ナイト財団は、アメリカ合衆国内の大学において終身在職権を有するジャーナリストを「Knight Chairs」として支援している。また、ノースウェスタン大学のジャーナリズム技術研究所であるメディル・ナイト・ラボも、ナイト財団の資金提供を受けている。
ナイト財団は、ナショナル・パブリック・ラジオなどの報道機関におけるマルチメディア研修や、「Knight-Mozilla OpenNews」のようなプログラムを通じた研修にも資金提供を行っている。

## 指導部

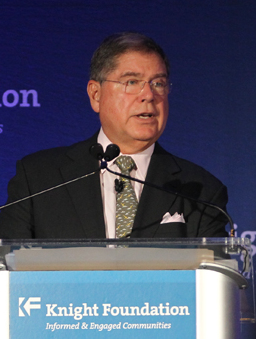
アルベルト・イバルゲン（2013年時点のナイト財団の社長兼最高経営責任者）

ナイト財団の歴代社長は、ジョン・S・ナイト、ジェームズ・L・ナイト、リー・ヒルズ、クリード・ブラック、ホッディング・カーター三世（1997年–2005年）、アルベルト・イバルゲン（2005年–現在）である。

## 著名な人物
- ジム・ブレイディ（英語版）、ジャーナリズム担当副社長
- ラシャラ・バンティング（英語版）、シニア編集者・ジャーナリスト[12]

## 助成金
個人またはアメリカ合衆国内に拠点を置く団体は、助成金に応募することができる。（2010年以前は、団体は501(c)(3)節に基づく非営利団体として登録されている必要があった。）助成金申請のプロセスは、プロジェクトの構想を説明する照会書の提出から始まる。財団の通常の助成プログラムに加え、3つのコンテスト（応募募集）がある。すなわち、「Knight News Challenge」、「Knight Arts Challenge」、「Knight Community Information Challenge」である。2011年には第4のコンテストとして「Black Male Engagement Challenge」が加わった。2015年には、ウィキメディア財団との間で、Knowledge Engineと呼ばれる検索エンジンを構築するための助成契約が締結された。

## 資産と助成金交付
| 年   | 資産（米ドル） | 新規助成件数 | 承認額（米ドル） | 支払額（米ドル） |
| ---- | -------------- | ------------ | ---------------- | ---------------- |
| 1999 | 1,888,543,168  | 311          | 69,541,641       | 53,142,772       |
| 2000 | 2,198,985,122  | 356          | 93,365,465       | 69,983,125       |
| 2001 | 1,900,829,942  | 319          | 86,433,075       | 84,970,064       |
| 2002 | 1,718,236,238  | 459          | 80,949,242       | 85,617,981       |
| 2003 | 1,845,869,048  | 349          | 128,719,470      | 90,400,477       |
| 2004 | 1,939,340,905  | 329          | 99,905,480       | 90,358,608       |
| 2005 | 2,071,507,291  | 286          | 78,224,147       | 92,577,162       |
| 2006 | 2,261,797,097  | 191          | 73,799,294       | 104,310,919      |
| 2007 | 2,618,700,006  | 290          | 165,310,078      | 121,267,122      |
| 2008 | 1,974,780,135  | 263          | 138,670,778      | 116,206,414      |
| 2009 | 2,189,663,052  | 276          | 141,813,088      | 105,887,097      |
| 2010 | 2,305,269,825  | 318          | 80,045,442       | 104,920,549      |
| 2011 | 2,192,836,756  | 380          | 79,284,121       | 112,604,594      |
| 2012 | 2,179,634,480  | 414          | 92,352,685       | 112,063,584      |
| 2013 | 2,395,608,862  | 434          | 80,483,204       | 120,694,865      |
| 2014 | 2,443,818,246  | 531          | 148,564,966      | 130,284,911      |
| 2015 | 2,301,502,477  | 599          | 150,688,190      | 126,796,384      |
| 2016 | 2,256,756,854  | 482          | 93,859,603       | 127,865,430      |
| 2017 | 2,473,340,121  | 500          | 88,528,014       | 117,929,820      |
| 2018 | 2,271,386,220  | 399          | 157,028,547      | 105,335,420      |
| 2019 | 2,424,843,251  | 488          | 155,146,399      | 133,711,354      |
| 2020 | 2,674,252,731  | 381          | 71,731,889       | 123,809,334      |
| 2021 | 3,089,444,600  | 358          | 95,853,815       | 114,231,066      |

## 献名施設

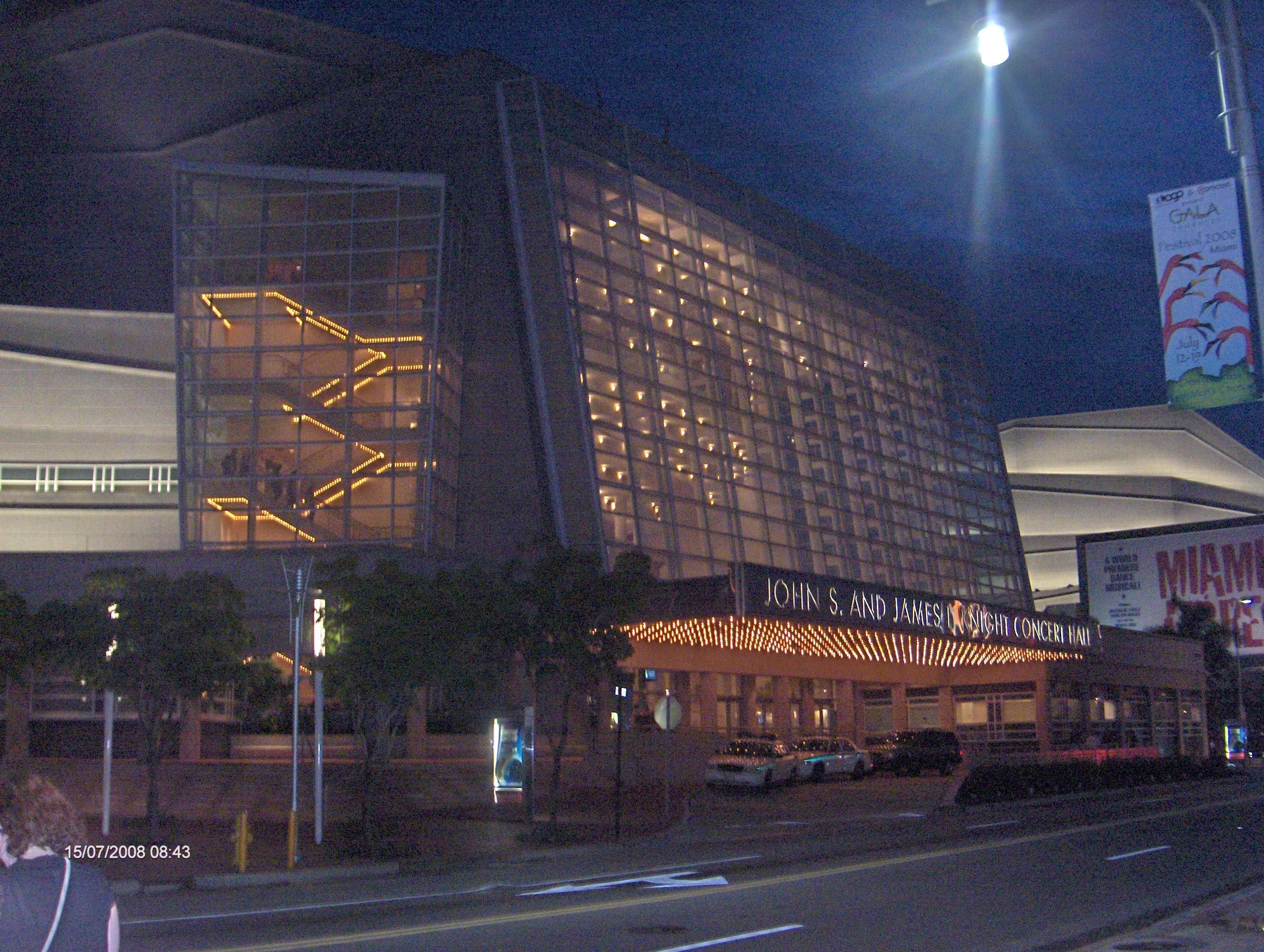
マイアミにあるJohn S. and James L. Knight Concert Hall（2008年）

- John S. and James L. Knight Theatre：ノースカロライナ州シャーロットのLevine Center for the Artsの一部である公演会場
- John S. and James L. Knight Concert Hall：フロリダ州マイアミにあるエイドリアン・アルシュト・センター（英語版）の一部である公演会場